# Omaloplia kiritshenkoi
Omaloplia kiritshenkoi är en skalbaggsart som beskrevs av Medvedev 1952. Omaloplia kiritshenkoi ingår i släktet Omaloplia och familjen Melolonthidae. Inga underarter finns listade i Catalogue of Life.